# Microtis media
Microtis media är en orkidéart som beskrevs av Robert Brown. Microtis media ingår i släktet Microtis och familjen orkidéer.

## Underarter
Arten delas in i följande underarter:
- M. m. eremicola
- M. m. media
- M. m. quadrata